# Castelfiorentino
Castelfiorentino település Olaszországban, Toszkána régióban, Firenze megyében. Lakosainak száma 17 220 fő (2023. január 1.). Castelfiorentino Certaldo, Empoli, Gambassi Terme, Montaione, Montespertoli és San Miniato községekkel határos.

## Népesség
A település lakossága az elmúlt években az alábbi módon változott:
| Lakosok száma | 17 842 | 17 283 | 17 220 |
|               | 2013   | 2018   | 2023   |